# Hopea montana
Hopea montana är en tvåhjärtbladig växtart som beskrevs av Symington. Hopea montana ingår i släktet Hopea och familjen Dipterocarpaceae. Inga underarter finns listade i Catalogue of Life.